# Herbert Krahmer

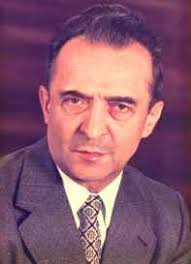
Herbert Krahmer

Herbert Krahmer (* 23. September 1917 in Naila in Oberfranken; † 27. Februar 1975 in Hofheim in Unterfranken) war ein deutscher Jurist und Kommunalpolitiker. Sein Ehrengrab befindet sich im Friedhof von Oberlauringen. Er ist Namensgeber der Dr.-Krahmer-Hütte auf der Schwedenschanze bei Eichelsdorf.

## Werdegang
Krahmer promovierte 1944 an der Juristischen Fakultät der Universität Erlangen. Als Assessor kam er nach dem Krieg nach Hofheim und wurde am 19. Juni 1947 vom Kreistag zum Landrat des Landkreises Hofheim i.UFr. eingesetzt und am 30. März 1952 durch Volkswahl zum Landrat gewählt. Er blieb bis zur Auflösung des Landkreises am 30. Juni 1972 im Zuge der Kreisgebietsreform im Amt.

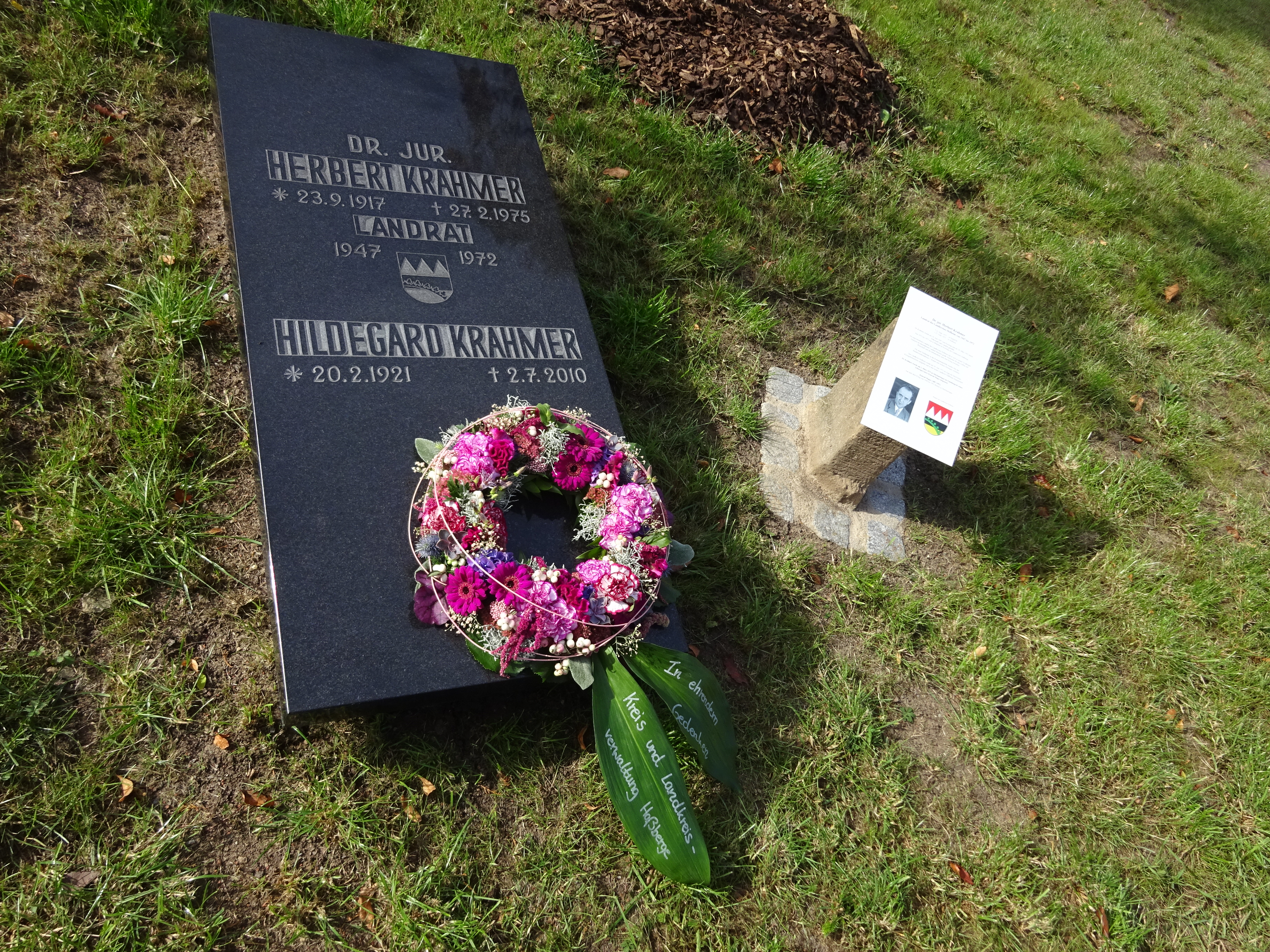
Ehrengrab von Herbert Krahmer auf dem Friedhof von Oberlauringen (seit 2021)

Von 1972 bis 1975 war er Mitglied im Kreistag des neugebildeten Landkreises Haßberge. 

## Ehrungen
- 1972: Verdienstkreuz 1. Klasse der Bundesrepublik Deutschland